# Mesosa yunnana
Mesosa yunnana är en skalbaggsart som först beskrevs av Stefan von Breuning 1938.  Mesosa yunnana ingår i släktet Mesosa och familjen långhorningar. Inga underarter finns listade i Catalogue of Life.